# Baset

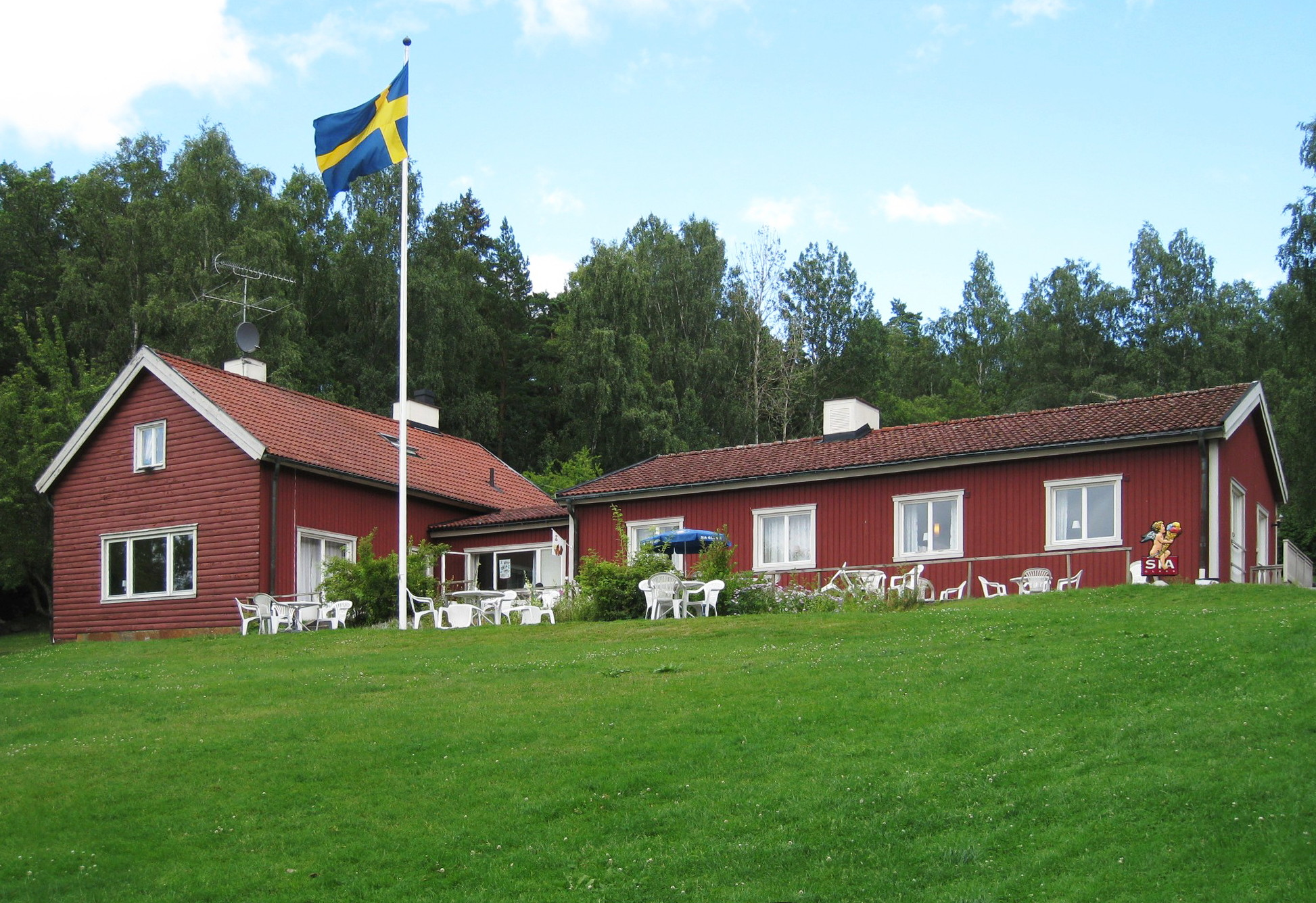
Baset sommarvilla från sjösidan, juli 2015.

Baset är ett torp i Viksjö i Järfälla kommun, vid Mälaren söder om Görvälns gård. Det ingår sedan 1995 i Görvälns naturreservat. Torpet är sedan 2021 i privat ägo, men enligt ett servitut ska vägen ner till badplatsen även fortsättningsvis hållas öppen för allmänheten.  
Baset är beläget mellan Görvälnsbadet och Viksjö båtklubb och ligger vid Mälaren vid slutpunkten av en avfartsväg från Mälarvägen strax före parkeringsplatsen vid Görvälnsbadet. När man svängt av vid Mälarvägen är det cirka 500 meter genom Basetvägen till torpplatsen. Där finns ett äldre bostadshus och en senare byggnad från 1930-talet. Upplandsleden passerar förbi området.

## Aspnäskyrkans församlingsgård

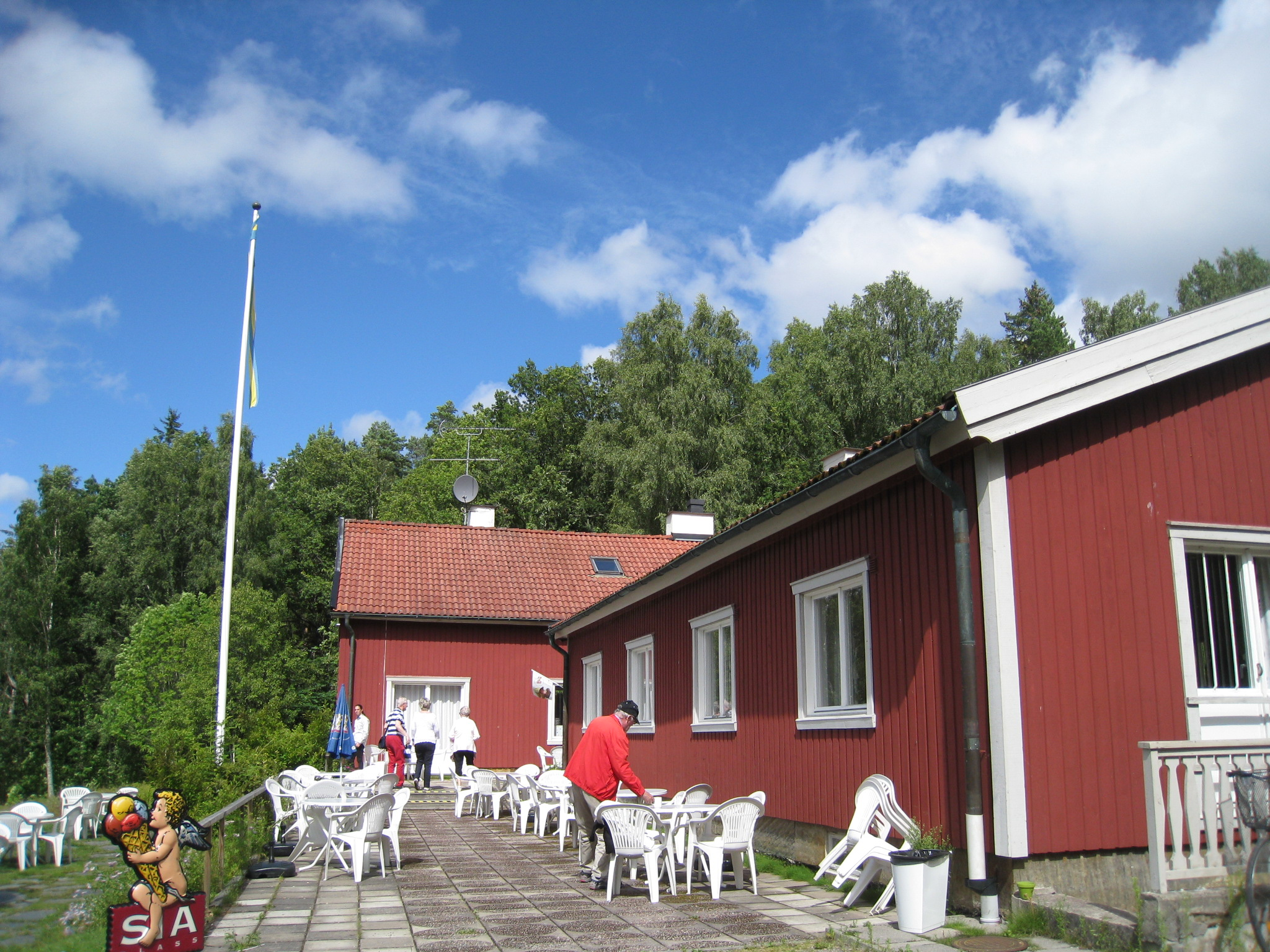
Baset fungerade som Aspnäskyrkans församlingsgård med café på sommaren.

Från 1984 hyrde Järfälla pingstförsamling, det vill säga Aspnäskyrkan, Baset för att användas till konferensverksamhet. 
1996 köptes församlingsgården från kommunen och fungerade som Aspnäskyrkans församlingsgård. Baset användes för konferenser inom den egna organisationen. Den hyrdes också till föreningar, företag och privatpersoner för konferenser och fester. Under somrarna drevs också ett café på Baset. Byggnaden ligger cirka 40 meter från Mälarens strand. Den gamla torpstugan på Baset är renoverad och påbyggd och har fungerat som vaktmästarbostad.
Varje år arrangerades ett traditionellt Valborgsmässofirande på Baset, med brasa, vårtal och ett stort fyrverkeri. Det kunde samla uppemot tusen personer.
2021 sålde församlingen torpet eftersom man förlorat de eldsjälar som tagit hand om torpet, och inte såg det som sin primära uppgift att underhålla det. 

## Basetkärret
Berggrunden kring Baset består av urgranit och det går några smalare strimmor av urgranit från Baset över Råsten mot slättmarken söder om Viksjö gård. Urgraniter är en äldre benämning på de cirka 1900 miljoner år gamla graniter, gnejsgraniter och besläktade magmatiska bergarter som förekommer i Sveriges, och även i Finlands, urberg. De bildades i början av Svekokarelska orogenesen, enligt Nationalencyklopedin. I skogen öster om byggnaderna vid Baset ligger Basetkärret, ett våtmarksområde. Det är kommunens enda rikkärr och utgörs av en översilningsmark strax väster om Viksjö. Vid Basetkärret föreligger det inte någon risk för uttrokning på grund av att det rör sig om en översilningsmark (översilningsäng), där tillrinningsområdet ligger uppströms dikena. Förr var det ett av de finaste så kallade rikkärren i Stockholm, ett näringsrikt kärr med frodig växtlighet och syrerikt vatten. Det omnämndes i "Stockholms växter" från 1936, På den tiden var kärret betydligt större och där växte rikkärrsväxter som gräsull, nålstarr och loppstarr, nu är det endast en rest. Fortfarande återstår en liten del av kärret där en del typiska kärrväxter ännu finns kvar.
Kärr kan vara allt mellan näringsfattiga och extremt rika. Ett kärr som är fattigt på mineraler i vattnet betecknas som fattigkärr. Det är den vanligaste kärrtypen i Sverige. Rikkärren däremot har en artrik och specialiserad flora och det är en typ av myr som är rik på mineraler, såsom kalcium och järn, och magnesium, men genom begränsad tillgång på fosfor är rikkärren generellt ganska näringsfattiga. Hundra olika arter av orkidéer, starr, andra kärlväxter och mossor brukar trivs i rikkärr i Sverige.
Vid Baset dikade man ut kärret och planterade igen det med gran. Kärret har idag en flora som är utöver det vanliga i kommunen, trots den omilda behandlingen med "detta tanklösa skogsbruk". Här växer idag flera hundra exemplar av Jungfru Marie nycklar. På detta lilla område växer också andra mindre vanliga arter såsom tätört, stjärnstarr och knagglestarr, men området börjar att domineras av örnbräken och hultbräken. Där växer även lövsly och liljekonvalje.

## Namnet

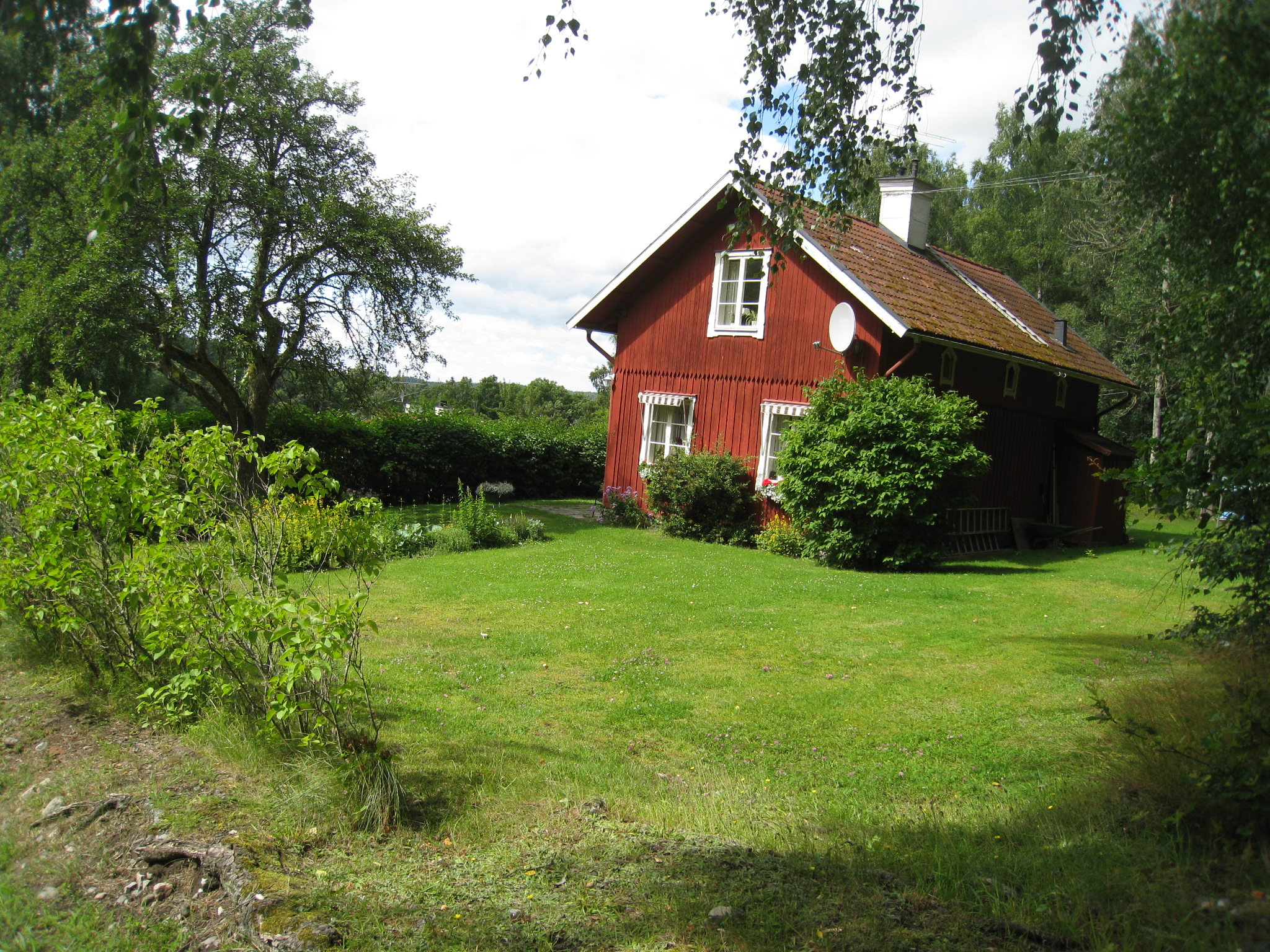
Den gamla torpstugan fungerade som vaktmästarbostad.

Alltsedan etableringen på 1700-talet har Baset tillhört Görvälns gård. Baset eller Basbacken var, som man säger, ett torp under Görväln. Första gången som torpet omnämns var 1729 i födelse- och dopboken och platsen var då antagligen bebodd. I mantalslängden 1765 tycks torpet ha varit bebott åtminstone sedan 1728. Då kallades det för Basbacken.

## Historik

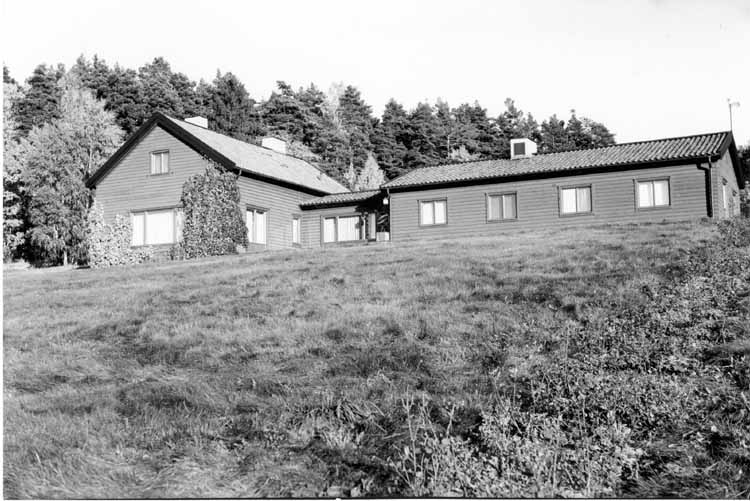
Anläggningen vid Baset byggdes 1937-1938 av Karl Salin som sommarbostad. Foto 1951.

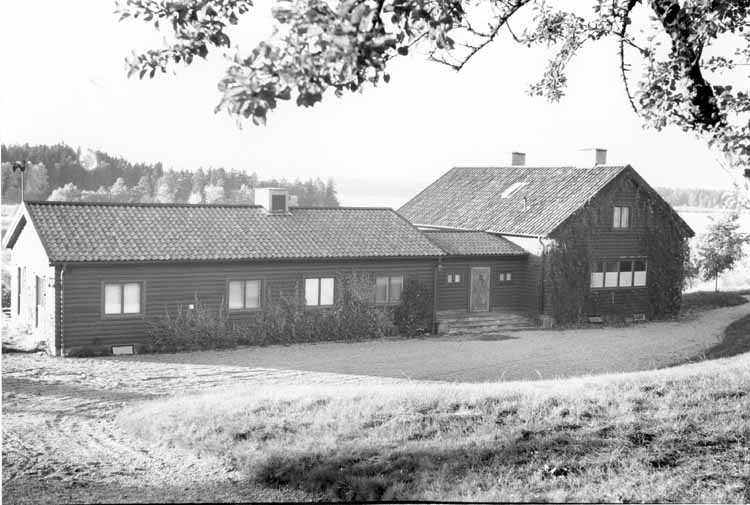
Basetanläggningen från sydöst. Foto 1951.

Platsen bebyggdes troligen omkring 1728. "En torpstuga ligger kvar tillsammans med några moderna byggnader", enligt Stockholms läns museum.
Området vid Baset med omnejd avstyckades år 1936 från Görväln. Disponent Karl Salin (1890-1941), som var ägare till Görvälns slott 1919-1937, köpte då området. Han ägde det ensam till 1940, då hans barn ägde det, och de ärvde det då Salin avled 1941. Inte lång tid efter att Baset hade avstyckats från Görväln lät Karl Salin bygga en sommarvilla på området vid Basets torp 1937-1938 och han rustade även upp torpstugan 1938. Sedan 1926 bodde där personer anställda vid Görvälns gård.
Vid mitten av 1950-talet fanns vid Baset torpstuga och denna nyare sommarvilla. Området runt Baset var avstyckat till en särskilt fastighet, Görväln 1:7 och ägdes av Karl Salins dotter och son, Eva och Jan Salin. Genom sammanläggning 1965 mellan Baset och en mindre del av Görväln utökades Baset till en areal på 12,78 hektar och en ny beteckning. Syskonen Salin sålde fastigheten till Järfälla kommun i december 1967. Sommarvillan rustades upp och inreddes till intern konferens- och kursgård för kommunens förvaltningar. Den första konferensen hölls den 13 januari 1973. Baset har sedan använts som konferensgård för Järfälla kommun till 1984. Den sista konferensen där var den 8 juni 1984. Under denna tid var torpstugan bostad för en tillsyningsman. 1996 sålde Järfälla kommun området till Järfälla Pingstförsamling, som hade hyrt Baset sedan 1984.

## 1700-talet
År 1728 står antecknat att "Murdrängen Anders Lönbohms ock hust. Brita Eriksdotters Hedmans Anna Catharina" föddes den 5 februari och döptes den 11 februari. De som bodde vid Basbacken hade tidvis svårt med sin försörjning. Där står att "gamle Nils Nilsson och Enkan i Barsbacken" ska tas in på fattigstugan vid Järfälla kyrka, Järfälla fattigstuga. Man beslutade att till fattigstugan inta "gamle Göstas änka" från Basetbacken och den 6 december 1761 nämns att i fattigstugan bor två allmosehjon från Basbacken, hustru Kerstin och hustru Anna. 1753 hade byggnationen av Järfällas första fattigstuga startat. Om detta kan man läsa i Järfälla sockenstämmoprotokoll den 1 juni 1757.
Under 1760-talets senare hälft brukade Erik Hindersson Baset. Han hade då varit tegeldräng vid Görvälns tegelbruk några år. Under 1770-talet är Baset smedboställe för Görväln. Här bodde då först Gabriel Öberg och hans hustru. De flyttade in 1771. Öberg efterträddes först av A. Lindqvist, ogift och med en piga Lisa, och sedan av Erik Löfgren, gift, men hustruns namn ej angivet. Under 1780-talet brukas Baset oftast direkt under Görväln och behos av pigor och drängar eller inhyses personer. Även under 1790 var Baset brukat till Görväln. Stattoparen Anton Sporrong bebodde Baset åtminstone från 1790. När Sporrongs tvillingar döps 21 september 1790 är det 8 vittnen från platsen under Görväln och alla är, med ett undantag, tillhöriga torpar- eller arrendebondeklassen. Under 1790-talets senare hälft brukades Baset av Per Enström och hans hustru.

## 1800-talet
Under 1800-talets första decennium (1800-1807) brukades Baset av Erik Hansson och hans hustru. Perioden 1808-1812 anges Baset i mantalslängderna som brukat till Skäftinge. Det var arrendatorn av Skäftinge sedan 1802, Carl Säbom, som nu tog över bruket även av Baset, som han innehade till sin död 1811, och familjen lämnade Baset 1812 och flyttade till Stora Gröndal under Görväln. Änkan gifte om sig med bouppteckningsmannen Anders Netzell, som då var krögare på Stora Gröndal.
Åren 1812-1821 brukas Baset av Anders Lundgren och hans hustru, tre barn och en piga. Familjen Lundgren flyttade ut från Baset till Lädersättra 1821. De efterträddes då av Lars Widman och hans hustru med tre barn. Ett fjärde barn föddes 1825, men avled redan 1827. Familjen brukade Baset till 1830, då de flyttade till Marhagen. Familjen Widman efterträds som torpare 1830 av Jan Jansson och Maja Greta Boman. De gifte sig den 20 maj 1830 i samband med inflyttningen till Baset, men flyttade ut till Sollentuna 1834.
Nästa torpare på Baset blev Lars Petter Jernström och hans hustru Greta Jonsdotter. Vid inflyttningen hade de två söner, en dräng, en tjänsteflicka och ett barnhusbarn. Familjen flyttade ut till torpet Kastberget (under Sten) 1841 och ersattes av Anders Molin och hans hustru, som kom från Kastberget. De flyttar 1849 till Ålsta by på Järvafältet i Järfälla, där mannen blev statdräng. Molin efterträddes av Carl Gustaf Wennerstrand och hans hustru samt hans svärmor. På Baset föddes dottern August Charlotta 1849, varefter familjen flyttade ut 1853. Åren 1853-1857 brukades Baset av Jonas Persson och hans hustru samt två söner. De kom närmast från Görväln, där de varit statfolk och bott sedan ditkomsten från Spånga. Familjen flyttade ut 1857.
Nästa brukare, Gustaf Andersson, kom att bli på Baset förhållandevis länge, 16 år, åren 1857-1873. Han var född i Järfälla 1818 och kom närmast från torpet Råsten under Viksjö, ett torp han brukat i sju år. Han gifte sig där (Råsten) 1854 med sin piga Christina Catharina Julin. De fick sju barn åren 1854-1863, av vilka fem dog i späd ålder. Med torparen kom också hans mor Lena Andersdotter, född 1790, samt en dräng. Under 1860-talet bodde även tvåfattighjon på torpet. Hans hustru dog 1863 och därefter brukade Gustaf Andersson Baset med hjälp av ett par drängar i tio år, varefter han 1873 intogs på fattigstugan i Barkarby.
Gustaf Anderssons efterträdare 1873 blev Johan Carlsson Bäckström och hans hustru Anna Lovisa Olsdotter och två söner samt en piga under några år. Torparen Bäckström "ansågs som en bra och rejäl karl". Bäckströms bodde kvar på Baset till 1882, då de flyttade till Hummelmora torp, som de arrendeade till 1901, då de flyttade ifrån Hummelmora och Järfälla. De hade då varit torpare i Järfälla i 34 år.
Åren 1882-1885 brukdes Baset av Carl Gustaf Lindgren och hustrun Lovisa Charlotta Andersdotter och fem barn födda 1871-1884 och alla utom det äldsta var födda i Järfälla. Under tiden på Baset hade de en dräng. Tiden på Baset blev kort. De flyttade redan 1885 till Sandudden, torp under Viksjö, och efterträddes av Gustaf Adolf Boudrie och hans hustru med två barn. Familjen Boudrie flyttade ut i mars 1889, enligt Boudries flyttningsanmälan.

## Trädgårdsbruk
I slutet på 1800-talet startades trädgårdsbruk på Baset och som varade till omkring 1940.
I oktober 1887 flyttade Carl Jansson och hans hustru Sofia Källström och deras tre barn in på Baset. Carl Jansson etablerade sig som trädgårdsmästare på Baset som arrendator till Görväln. Han hade tidigare varit trädgårdsmästare bland annat på Stjärnhovs herrgård i Stjärnhov i Södermanland och Fredriksdals herrgård i Helsingborg. År 1887 förvandlades därmed Baset från traditionellt torp till rationellt drivet trädgårdsbruk. Carl Jansson specialiserade sig främst på sparris, men också potatis och rabarber odlades i stor omfattning, i början dessutom ett bredare sortiment av grönsaker. Vid slutet av 1880-talet var Johan Alfred Andersson handelsdräng på Baset. Under Janssons tid finns på Baset i regel två drängar sommartid och en dräng vintertid. Carl Janssons hustru Sofia avled 1914 och han anställde då en hushållerska och drev därefter trädgårdsbruket med hjälp av någon dräng eller trädgårdsarbetare till sin bortgång 1926. Efter Carl Janssons död arrenderade sonen Arvid Jansson Baset och drev trädgårdsbruket där till omkring 1940, men han bodde själv på Skäftinge.